# Calendari coreà
El calendari coreà és un calendari lunisolar, com els calendaris tradicionals d'altres països de l'Àsia oriental. Les dates s'hi calculen a partir del meridià de Corea, i les celebracions i diades es basen en la cultura coreana. El calendari gregorià fou adoptat oficialment el 1896; les festes tradicionals, però, encara es basen en l'antic calendari. La festivitat més gran de Corea avui dia és el Seollal (l'Any nou coreà), el primer dia de la festa tradicional coreana d'Any nou. Altres festes importants són el Daeboreum, també coneguda com a Jeongwol Daeboreum (la primera lluna plena), el Dano, també anomenat Surit-nal (la festa del cinquè dia del cinquè mes del calendari lunar coreà), el Chuseok (el festival de la collita del calendari coreà), i el Samjinnal (la festa del començament de la primavera). Altres festivals menors són el Yudu (festival d'estiu), i el Chilseok (festival dels monsons).

## Història
El calendari coreà es basa en el calendari xinès. El calendari tradicional ha estat designat amb el nom d'era coreana. El calendari de l'era coreana s'ha utilitzat diverses vegades fins al 1896. El calendari lunar s'utilitza comptant els anys a partir de la fundació de la Dinastia Joseon, el 1392. Es va adoptar el calendari gregorià (solar) l'1 de gener de 1896, amb el nom de l'era de Corea "Geonyang" (건양). A Corea del Nord, el calendari de l'era Juche s'ha utilitzat des de 1997, i es basa en el naixement de Kim Il-sung.

## Festivals

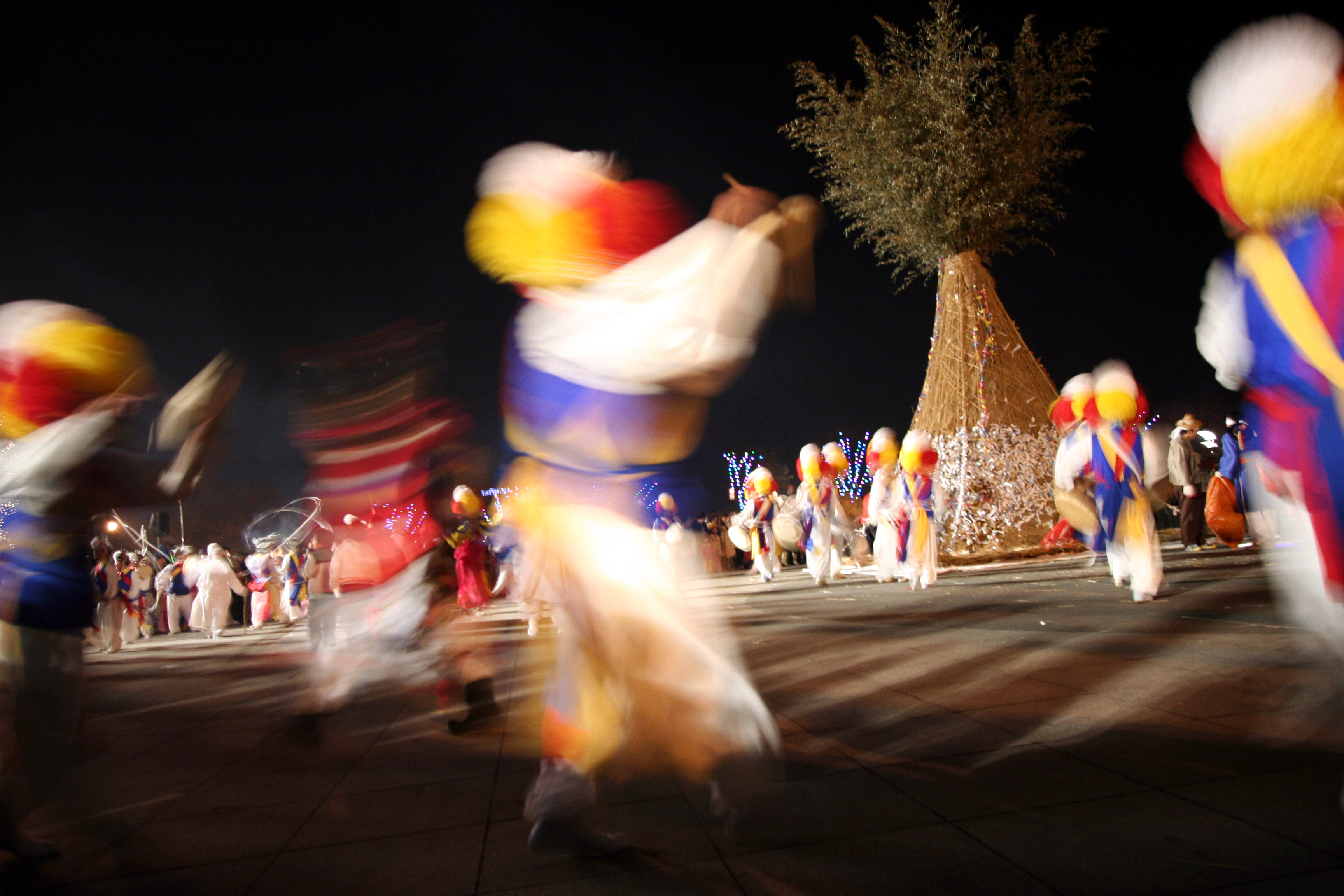
Celebracions de Daeboreum

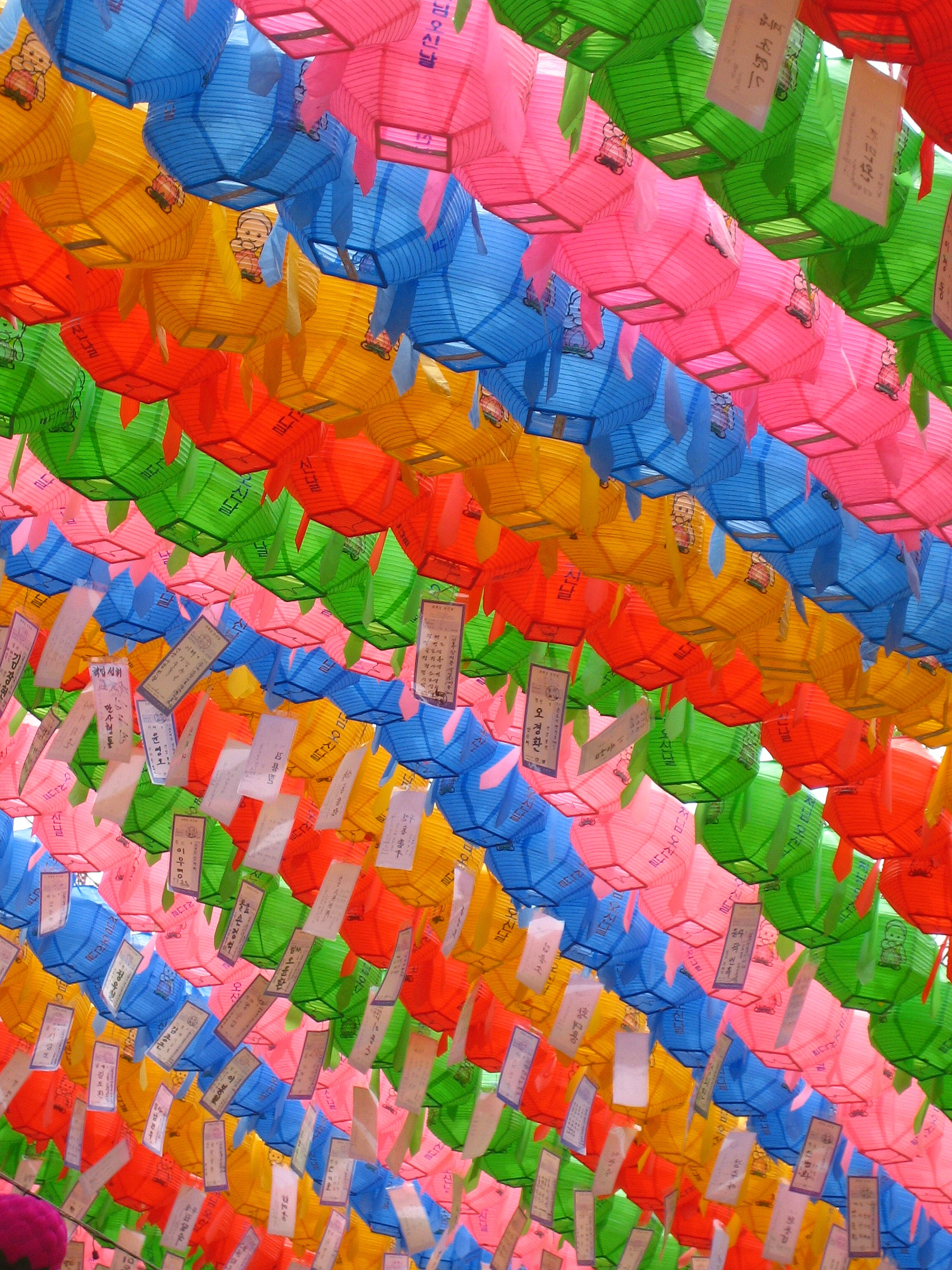
Festa del lotus

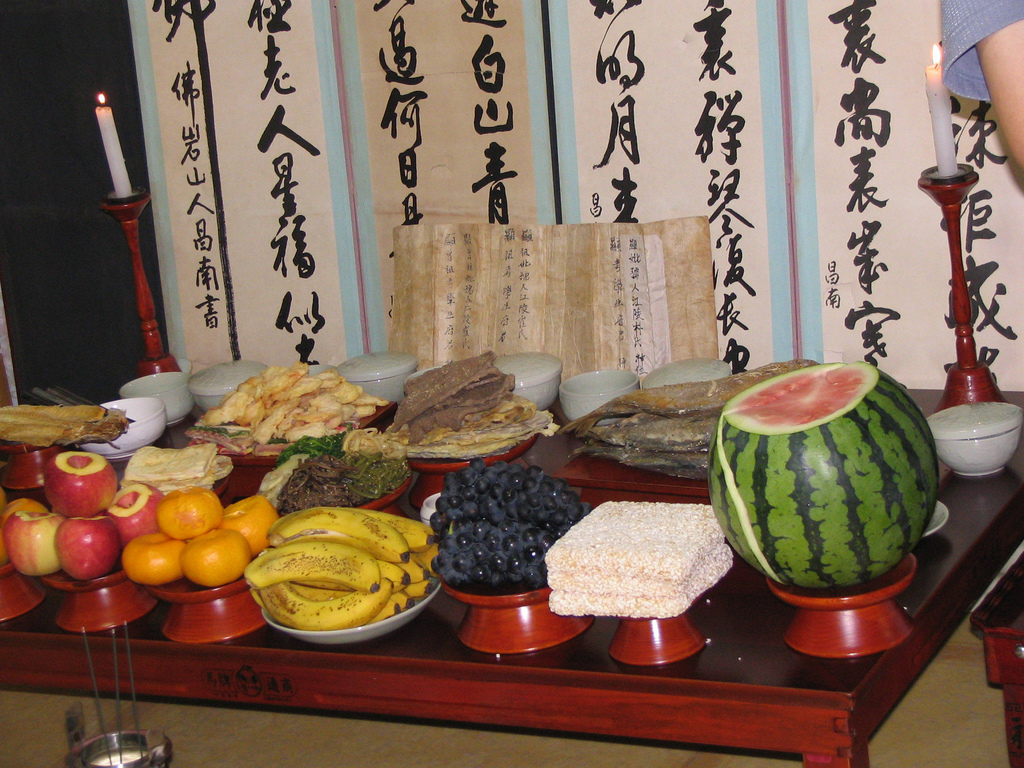
Jenasang, taula cerimonial per a celebrar el Chuseok

El calendari lunar s'empra per a l'observació de les festes tradicionals, com ara Seollal, Chuseok i l'Aniversari de Buda. També s'utilitza per als serveis commemoratius dels avantpassats i per als aniversaris dels coreans. També hi ha moltes festes regionals que se celebren segons el calendari lunar.

### Festivitats tradicionals
| Festivitat      | Significat                      | Esdeveniments | Data (lunar)                                        | Menjar                                                                                             |
| --------------- | ------------------------------- | --- | --------------------------------------------------- | -------------------------------------------------------------------------------------------------- |
| Seollal         | Any nou coreà                   | Es fa una ofrena ancestral a la tomba dels avantpassats, les salutacions d'Any nou s'intercanvien amb la família, parents, veïns, i ancians (Sebae) | Dia 1 del mes 1                                     | Pastís d'arròs en rodanxes, sopa (teokguk), pastissos de mel (yakgwa)                              |
| Daeboreum       | Primera lluna plena de l'any    | Salutació a la lluna (Dalmaji), vol de cometes per a espantar els mals esperits (aengmagi taeugi); fogueres (daljip taeugi)                         | Dia 15 del mes 1                                    | Arròs bullit amb cinc grans (ogokbap), fruita seca (bureom), vi (gwibalgisul)                      |
| Meoseumnal      | Festa dels funcionaris          | Neteja de la casa, cerimònia de la majoria d'edat; ritu xaman dels pescadors (Yeongdeunggut)                                                        | Dia 1 del mes 2                                     | Pastissos d'arròs (songpyeon)                                                                      |
| Samjinnal       | Tornada dels ocells migratoris  | Arribada de la primavera | Dia 3 del mes 3                                     | (Dugyeonju) (dugyeon hwajeon)                                                                      |
| Hansik          | Inici de la temporada de cultiu | Visita a la tomba ancestral, ritus, neteja i manteniment                                                                                            | Dia 105 després del solstici d'hivern               | Només menjar fred: artemisa (suktteok), mandonguilles (ssukdanja), sopa d'artemisa (suktang)       |
| Chopail         | Aniversari de Buda              | Festa dels fanals | Dia 8 del mes 4                                     | Pastís d'arròs (jjintteok), pastís de flors (hwajeon)                                              |
| Dano            | Festival de la primavera        | Cal rentar-se el cabell amb aigua, i donar regals                                                                                                   | Dia 5 del mes 5                                     | Pastís d'arròs amb herbes (surichwitteok), sopa (junchiguk)                                        |
| Yudu            | Festa de l'aigua                | Cal rentar-se el cabell per llevar la mala sort | Dia 15 del mes 6                                    | Cinc fideus de colors (yudumyeon) arròs (suen)                                                     |
| Chilseok        | Dia de reunió a Corea           | Teixir tela | Dia 7 del mes 7                                     | Blat (miljeonbyeong), pastís d'arròs amb fesols vermells (sirutteok)                               |
| Baekjung        | L'adoració a Buda               | L'adoració a Buda | Dia 15 del mes 7                                    | Pastís d'arròs mixt (seoktanbyeong)                                                                |
| Chuseok         | Festa de la collita             | Visita a la tomba ancestral, sireum (lluita tradicional coreana), oferir grans d'arròs (olbyeosinmi), cercle de dansa (ganggang sullae)             | Dia 15 del mes 8                                    | Pastís d'arròs, castanyes, fesols (songpyeon), sopa (torantang)                                    |
| Jungyangjeol    | Marxen els ocells migratoris    | Celebrar la tardor amb poesia i pintura, composició de poemes, gaudir de la natura                                                                  | Dia 9 del mes 9                                     | Crisantems (gukhwajeon), maduixes (eoran), mel, te amb llimona (Yujacha)                           |
| Dongji          | Solstici d'hivern               | Ritus per espantar els mals esperits | Al voltant del 22 de desembre en el calendari solar | Sopa i arròs (patjuk)                                                                              |
| Seotdal Geumeum | Nit de cap d'any                | Cal deixar les portes obertes per a rebre els esperits ancestrals                                                                                   | Últim dia del mes 12                                | Arròs amb verdures (bibimbap), pastissos d'arròs, fesols (injeolmi), galetes tradicionals (hangwa) |